# Segunda División de México 2016-17
La Temporada 2016-17 de la Segunda División fue la LXVII temporada de torneos de la Segunda División de México. Se dividió en dos torneos cortos, el torneo Apertura 2016 y el torneo Clausura 2017.
La Segunda División se divide en dos ligas, la Liga Premier de Ascenso y la Liga de Nuevos Talentos. Cada liga jugó los torneos Apertura 2016 y Clausura 2017 por separado. La Liga Premier contó además con la inclusión de filiales de los 18 equipos de la Liga Bancomer MX, sin tener derecho a ascenso.

## Temporada 2016-17 Liga Premier de Ascenso
La Temporada 2016-17 de la Liga Premier de Ascenso se dividió en dos torneos cortos, el torneo Apertura 2016 y el torneo Clausura 2017. El campeón del torneo Apertura 2016 jugaría contra el campeón del torneo Clausura 2017, para así poder determinar quien ascendería a la Liga de Ascenso. Sin embargo, el Tlaxcala Fútbol Club logró ganar los dos torneos, así que no fue necesario tener que jugar un partido de final. A pesar de haber ganado su ascenso deportivamente, no se le permitió competir en la división de plata por no cubrir los requerimientos de la liga.

### Grupo 1
| Equipo                   | Ciudad                    | Fundación      | Estadio                           | Aforo  | Filial de                  |
| ------------------------ | ------------------------- | -------------- | --------------------------------- | ------ | -------------------------- |
| Atlas Premier            | Zapopan, Jalisco          | 2015 (9 años)  | Alfredo "Pistache" Torres         | 3 000  | Atlas de Guadalajara       |
| Cimarrones Premier       | Hermosillo, Sonora        | 2015 (10 años) | Héctor Espino González            | 15 000 | Cimarrones de Sonora       |
| Durango                  | Durango, Durango          | 1958 (67 años) | Francisco Zarco                   | 18 000 |                            |
| Guadalajara Premier      | Zapopan, Jalisco          | 2015 (9 años)  | Verde Valle                       | 2 000  | CD Guadalajara             |
| Cuervos J.A.P.           | Ensenada, Baja California | 2016 (9 años)  | Ciudad Deportiva                  | 20 000 |                            |
| Mineros de Fresnillo     | Fresnillo, Zacatecas      | 2007 (18 años) | Unidad Deportiva Minera Fresnillo | 2 500  |                            |
| Mineros Premier          | Zacatecas, Zacatecas      | 2015 (10 años) | Francisco Villa                   | 16 000 | Mineros de Zacatecas       |
| Murciélagos Premier      | Guamúchil, Sinaloa        | 2015 (10 años) | Coloso del Dique                  | 5 000  | Murciélagos FC             |
| Monterrey Premier        | Santiago, Nuevo León      | 2015 (9 años)  | El Barrial                        | 3 000  | CF Monterrey               |
| Reynosa                  | Reynosa, Tamaulipas       | 2012 (12 años) | Reynosa                           | 20 000 |                            |
| Santos Laguna Premier    | Torreón, Coahuila         | 2015 (9 años)  | TSM Cancha Externa No. 5          | 1 000  | Santos Laguna              |
| Tigres Premier           | Zuazua, Nuevo León        | 2015 (9 años)  | Instalaciones de Zuazua No. 2     | 1 000  | Tigres de la UANL          |
| Tijuana Premier          | Tijuana, Baja California  | 2015 (9 años)  | Caliente                          | 27 333 | Tijuana                    |
| UACH                     | Chihuahua, Chihuahua      | 2005 (20 años) | Olímpico Universitario José Baeza | 22 000 |                            |
| U de Guadalajara Premier | Guadalajara, Jalisco      | 1970 (55 años) | Jalisco                           | 56 713 | Universidad de Guadalajara |
| Titanes de Saltillo      | Saltillo, Coahuila        | 2012 (13 años) | Olímpico Francisco Madero         | 5 000  |                            |

### Grupo 2
- Coras no participa este torneo 2016-17

| Equipo                    | Ciudad                               | Fundación       | Estadio                              | Aforo  | Filial de                  |
| ------------------------- | ------------------------------------ | --------------- | ------------------------------------ | ------ | -------------------------- |
| Atlético Estado de México | Cuautitlán Izcalli, Estado de México | 2015 (10 años)  | Hugo Sánchez Márquez                 | 5 000  |                            |
| Cachorros U. de G.        | Guadalajara, Jalisco                 | 2015 (10 años)  | Jalisco                              | 56 713 | Universidad de Guadalajara |
| Cruz Azul Hidalgo         | Ciudad Cooperativa Jasso, Hidalgo    | 1993 (32 años)  | 10 de diciembre                      | 17 000 | Cruz Azul FC               |
| Tepatitlán                | Tepatitlán de Morelos, Jalisco       | 2015 (10 años)  | Gregorio "Tepa" Gómez                | 10 000 |                            |
| Irapuato                  | Irapuato, Guanajuato                 | 1911 (114 años) | Sergio León Chávez                   | 30 000 | Celaya FC                  |
| La Piedad                 | La Piedad, Michoacán                 | 1951 (73 años)  | Juan Nepomuceno López                | 17 000 |                            |
| León Premier              | León, Guanajuato                     | 2015 (9 años)   | Casa Club León                       | 1 000  | León                       |
| Morelia Premier           | Zacapu, Michoacán                    | 2015 (9 años)   | Morelos                              | 35 000 | Monarcas Morelia           |
| Necaxa Premier            | Aguascalientes, Aguascalientes       | 2016 (9 años)   | Casa Club Necaxa                     | 1 000  | Necaxa                     |
| Pachuca Premier           | San Agustín Tlaxiaca, Hidalgo        | 2015 (9 años)   | Instalaciones Universidad del Fútbol | 1 000  | CF Pachuca                 |
| Querétaro Premier         | Querétaro, Querétaro                 | 2015 (9 años)   | La Corregidora                       | 34 000 | Querétaro Fútbol Club      |
| Real Zamora               | Zamora, Michoacán                    | 1950 (74 años)  | Estadio de la Beatilla               | 10 000 |                            |
| Toluca Premier            | Metepec, Estado de México            | 2015 (9 años)   | Instalaciones de Metepec             | 1 000  | Deportivo Toluca           |
| Soledad                   | Soledad, San Luis Potosí             | 2013 (11 años)  | Estadio Plan De San Luis             | 22 500 | Club Atlético de San Luis  |
| UAZ                       | Zacatecas, Zacatecas                 | 1990 (35 años)  | Francisco Villa                      | 16 000 |                            |

### Grupo 3
| Equipo                 | Ciudad                              | Fundación       | Estadio                                 | Aforo  | Filial de                 |
| ---------------------- | ----------------------------------- | --------------- | --------------------------------------- | ------ | ------------------------- |
| América Premier        | Ciudad de México                    | 2015 (9 años)   | Inst. Club América Cancha No. 2         | 1 000  | América                   |
| Athletic Club Morelos  | Cuernavaca, Morelos                 | 2007 (18 años)  | Centenario                              | 14 800 | Zacatepec                 |
| Chapulineros de Oaxaca | Oaxaca, Oaxaca                      | 1983 (42 años)  | Benito Juárez                           | 12 500 | Alebrijes de Oaxaca       |
| Chiapas Premier        | Tuxtla Gutiérrez, Chiapas           | 2015 (10 años)  | Víctor Manuel Reyna                     | 31 500 | Chiapas FC                |
| Cruz Azul Premier      | Ciudad Cooperativa Jasso, Hidalgo   | 2015 (9 años)   | 10 de diciembre                         | 17 000 | Cruz Azul FC              |
| Inter Playa            | Playa del Carmen, Quintana Roo      | 1999 (26 años)  | Mario Villanueva Madrid                 | 7 000  |                           |
| Ocelotes UA de Chiapas | San Cristóbal de las Casas, Chiapas | 2002 (23 años)  | Municipal de San Cristóbal de las Casas | 10 000 |                           |
| Orizaba                | Orizaba, Veracruz                   | 1898 (127 años) | Socum                                   | 7 000  | Veracruz FC               |
| Pioneros               | Cancún, Quintana Roo                | 1984 (40 años)  | Olímpico Andrés Quintana Roo            | 20 000 |                           |
| Politécnico            | Oaxtepec, Morelos                   | 2013 (11 años)  | Olímpico de Oaxtepec                    | 9 000  |                           |
| Puebla Premier         | Puebla, Puebla                      | 2015 (9 años)   | Unidad Deportiva Mario Vázquez Raña     | 2 000  | Puebla FC                 |
| Real Cuautitlán        | Cuautitlán, Estado de México        | 1996 (29 años)  | Los Pinos                               | 5 000  |                           |
| Sporting Canamy        | Ciudad de México                    | 2008 (16 años)  | Momoxco                                 | 3 500  |                           |
| Tlaxcala               | Tlaxcala, Tlaxcala                  | 2014 (11 años)  | Tlahuicole                              | 12 000 | Tlaxcala FC               |
| UNAM Premier           | Ciudad de México                    | 2015 (9 años)   | La Cantera                              | 2 000  | Club Universidad Nacional |
| Veracruz Premier       | Coatzacoalcos, Veracruz             | 2015 (9 años)   | Rafael Hernández Ochoa                  | 4 800  | Veracruz FC               |

## Temporada 2016-17 Liga de Nuevos Talentos
La Temporada 2016-17 de la Liga de Nuevos Talentos se dividió en dos torneos cortos, el torneo Apertura 2016 y el torneo Clausura 2017. El campeón del torneo Apertura 2016, Correcaminos UAT, jugó contra el campeón del torneo Clausura 2017, Yalmakan FC, para así poder determinar quien ascendería a la Liga Premier de Ascenso.

### Grupo 1
| Equipo                                        | Ciudad                      | Fundación      | Estadio                             | Aforo  | Filial de              |
| --------------------------------------------- | --------------------------- | -------------- | ----------------------------------- | ------ | ---------------------- |
| Alacranes Rojos de Apatzingán                 | Apatzingán, Michoacán       | 2013 (12 años) | Venustiano Carranza                 | 22 340 |                        |
| Atlético Lagunero                             | Gómez Palacio, Durango      | 1997 (28 años) | Unidad Deportiva Gómez Palacio      | 5 000  |                        |
| Calor                                         | Gómez Palacio, Durango      | 2013 (12 años) | Unidad Deportiva Gómez Palacio      | 5 000  |                        |
| Dorados "B"                                   | Culiacán, Sinaloa           | 2015 (10 años) | Banorte                             | 23 000 | Dorados de Sinaloa     |
| Manzanillo                                    | Manzanillo, Colima          | 2000 (25 años) | Gustavo Vázquez                     | 4 000  |                        |
| Sahuayo                                       | Sahuayo, Michoacán          | 2013 (12 años) | Francisco García Vilchis            | 1 000  |                        |
| Deportivo San Juan                            | Tonalá, Jalisco             | 2013 (12 años) | San Andrés                          | 1 000  |                        |
| Archivo:Correcaminos UAT.png UA de Tamaulipas | Ciudad Victoria, Tamaulipas | 2009 (16 años) | Universitario Eugenio Alvizo Porras | 5 000  | Correcaminos de la UAT |

### Grupo 2
| Equipo                 | Ciudad                       | Fundación      | Estadio                   | Aforo  | Filial de |
| ---------------------- | ---------------------------- | -------------- | ------------------------- | ------ | --------- |
| Celaya                 | Celaya, Guanajuato           | 2011 (14 años) | Miguel Alemán Valdés      | 32 300 | Celaya FC |
| Acapulco               | Acapulco, Guerrero           | 2013 (9 años)  | Unidad Deportiva Acapulco | 13 000 |           |
| Colibríes de Malinalco | Malinalco, Estado de México  | 2015 (10 años) | La Loma                   | 1 000  |           |
| Deportivo Gladiadores  | Cuautitlán, Estado de México | 2015 (10 años) | Los Pinos                 | 5 000  |           |
| Satélites              | Tulancingo de Bravo, Hidalgo | 2015 (10 años) | Primero de Mayo           | 1 000  |           |
| UA de Hidalgo          | Pachuca, Hidalgo             | 1988 (37 años) | Revolución Mexicana       | 3 500  |           |

### Grupo 3
| Equipo               | Ciudad                         | Fundación      | Estadio                        | Aforo  | Filial de        |
| -------------------- | ------------------------------ | -------------- | ------------------------------ | ------ | ---------------- |
| Tlaxcala "B"         | Tlaxcala, Tlaxcala             | 2016 (9 años)  | Tlahuicole                     | 12 000 | Tlaxcala FC      |
| Cuautla              | Cuautla, Morelos               | 1952 (73 años) | Isidro Gil Tapia               | 5 000  |                  |
| Nuevo Chimalhuacán   | Chimalhuacán, Estado de México | 2012 (13 años) | Tepalcates                     | 5 000  |                  |
| Valle Verde          | Jiquipilas, Chiapas            | 2014 (11 años) | Richard Ruiz                   | 1 000  |                  |
| Lobos Prepa          | Puebla, Puebla                 | 2013 (12 años) | Olímpico de la BUAP            | 20 411 | Lobos de la BUAP |
| Patriotas de Córdoba | Boca del Río, Veracruz         | 2009 (16 años) | UVM Villa Rica Campus Veracruz | 3 000  |                  |
| Yalmakan             | Puerto Morelos, Quintana Roo   | 2014 (11 años) | Pescadores                     | 1 200  |                  |

## Final por el ascenso a la Liga Premier de Ascenso
La Final de Ascenso se llevará a cabo en dos encuentros, un partido de ida y un partido de vuelta.

### Final - Ida
| 86    | POR   | México Héctor Lomelí   |     |
| 101   | DEF   | México Brandon Lee     |     |
| 83    | DEF   | México Andrés Rincón   | 73' |
| 84    | DEF   | México Leonardo Franco | 63' |
| 85    | DEF   | México Diego Lomelí    |     |
| 89    | MED   | México Ángel Jaime     | 59' |
| 90    | MED   | México Cristian Vera   |     |
| 91    | MED   | México Andrés Mendoza  |     |
| 183   | MED   | México Luis Amaya      |     |
| 82    | DEL   | México Armando Arce    |     |
| 94    | DEL   | México Eduardo Juárez  |     |
| D. T. | D. T. | México Jorge Urbina    |     |

| 1     | POR   | México Bryan Meza         |     |
| 3     | DEF   | México Julio López        |     |
| 4     | DEF   | México Axel Molina        |     |
| 5     | DEF   | México José Carrillo      |     |
| 16    | DEF   | México Jesús Maldonado    |     |
| 6     | MED   | México Carlos Navarro     | 59' |
| 14    | MED   | México Kevin Lazos        | 67' |
| 19    | MED   | México Paul Brambila      |     |
| 20    | MED   | México Javier López       |     |
| 12    | DEL   | México Marco Guzmán       | 76' |
| 39    | DEL   | México Iván Estrella      |     |
| D. T. | D. T. | México Carlos Bracamontes |     |

| 95  | Delantero      | México Luis Paz         | 59' |
| 88  | Centrocampista | México Orlando Jiménez  | 63' |
| 100 | Delantero      | México Isaias Hernández | 73' |

| 7  | Centrocampista | México Arturo Avilés   | 59' |
| 8  | Centrocampista | México Jessie Carrillo | 67' |
| 25 | Delantero      | México Osvaldo Galindo | 76' |

| 35' | México Armando Arce | 1:0 |

| 38' · 90' | México Andrés Rincón México Brandon Lee |

| Principal  | México Eduardo Alberto Vázquez Aguilar |
| Asistentes | México Iván Joel Martínez Marmolejo    |
|            | México Javier Arturo Cruz Espinosa     |
| Cuarto     | México Kevin Kober Contreras Reyes     |

|                    | Archivo:Correcaminos UAT.png |   |
| Tiros              | -                            | - |
| Tiros a puerta     | -                            | - |
| Faltas             | -                            | - |
| Saques de esquina  | -                            | - |
| Penaltis           | -                            | - |
| Fueras de juego    | -                            | - |
| Posesión del balón | %                            | % |

| Alineación inicial |

| 86    | POR   | México Héctor Lomelí   |     |
| 101   | DEF   | México Brandon Lee     |     |
| 83    | DEF   | México Andrés Rincón   | 73' |
| 84    | DEF   | México Leonardo Franco | 63' |
| 85    | DEF   | México Diego Lomelí    |     |
| 89    | MED   | México Ángel Jaime     | 59' |
| 90    | MED   | México Cristian Vera   |     |
| 91    | MED   | México Andrés Mendoza  |     |
| 183   | MED   | México Luis Amaya      |     |
| 82    | DEL   | México Armando Arce    |     |
| 94    | DEL   | México Eduardo Juárez  |     |
| D. T. | D. T. | México Jorge Urbina    |     |

| 1     | POR   | México Bryan Meza         |     |
| 3     | DEF   | México Julio López        |     |
| 4     | DEF   | México Axel Molina        |     |
| 5     | DEF   | México José Carrillo      |     |
| 16    | DEF   | México Jesús Maldonado    |     |
| 6     | MED   | México Carlos Navarro     | 59' |
| 14    | MED   | México Kevin Lazos        | 67' |
| 19    | MED   | México Paul Brambila      |     |
| 20    | MED   | México Javier López       |     |
| 12    | DEL   | México Marco Guzmán       | 76' |
| 39    | DEL   | México Iván Estrella      |     |
| D. T. | D. T. | México Carlos Bracamontes |     |

| 95  | Delantero      | México Luis Paz         | 59' |
| 88  | Centrocampista | México Orlando Jiménez  | 63' |
| 100 | Delantero      | México Isaias Hernández | 73' |

| 7  | Centrocampista | México Arturo Avilés   | 59' |
| 8  | Centrocampista | México Jessie Carrillo | 67' |
| 25 | Delantero      | México Osvaldo Galindo | 76' |

| 35' | México Armando Arce | 1:0 |

| 38' · 90' | México Andrés Rincón México Brandon Lee |

| Principal  | México Eduardo Alberto Vázquez Aguilar |
| Asistentes | México Iván Joel Martínez Marmolejo    |
|            | México Javier Arturo Cruz Espinosa     |
| Cuarto     | México Kevin Kober Contreras Reyes     |

|                    | Archivo:Correcaminos UAT.png |   |
| Tiros              | -                            | - |
| Tiros a puerta     | -                            | - |
| Faltas             | -                            | - |
| Saques de esquina  | -                            | - |
| Penaltis           | -                            | - |
| Fueras de juego    | -                            | - |
| Posesión del balón | %                            | % |

| Alineación inicial |

| 86    | POR   | México Héctor Lomelí   |     |
| 101   | DEF   | México Brandon Lee     |     |
| 83    | DEF   | México Andrés Rincón   | 73' |
| 84    | DEF   | México Leonardo Franco | 63' |
| 85    | DEF   | México Diego Lomelí    |     |
| 89    | MED   | México Ángel Jaime     | 59' |
| 90    | MED   | México Cristian Vera   |     |
| 91    | MED   | México Andrés Mendoza  |     |
| 183   | MED   | México Luis Amaya      |     |
| 82    | DEL   | México Armando Arce    |     |
| 94    | DEL   | México Eduardo Juárez  |     |
| D. T. | D. T. | México Jorge Urbina    |     |

| 1     | POR   | México Bryan Meza         |     |
| 3     | DEF   | México Julio López        |     |
| 4     | DEF   | México Axel Molina        |     |
| 5     | DEF   | México José Carrillo      |     |
| 16    | DEF   | México Jesús Maldonado    |     |
| 6     | MED   | México Carlos Navarro     | 59' |
| 14    | MED   | México Kevin Lazos        | 67' |
| 19    | MED   | México Paul Brambila      |     |
| 20    | MED   | México Javier López       |     |
| 12    | DEL   | México Marco Guzmán       | 76' |
| 39    | DEL   | México Iván Estrella      |     |
| D. T. | D. T. | México Carlos Bracamontes |     |

| 95  | Delantero      | México Luis Paz         | 59' |
| 88  | Centrocampista | México Orlando Jiménez  | 63' |
| 100 | Delantero      | México Isaias Hernández | 73' |

| 7  | Centrocampista | México Arturo Avilés   | 59' |
| 8  | Centrocampista | México Jessie Carrillo | 67' |
| 25 | Delantero      | México Osvaldo Galindo | 76' |

| 35' | México Armando Arce | 1:0 |

| 38' · 90' | México Andrés Rincón México Brandon Lee |

| Principal  | México Eduardo Alberto Vázquez Aguilar |
| Asistentes | México Iván Joel Martínez Marmolejo    |
|            | México Javier Arturo Cruz Espinosa     |
| Cuarto     | México Kevin Kober Contreras Reyes     |

|                    | Archivo:Correcaminos UAT.png |   |
| Tiros              | -                            | - |
| Tiros a puerta     | -                            | - |
| Faltas             | -                            | - |
| Saques de esquina  | -                            | - |
| Penaltis           | -                            | - |
| Fueras de juego    | -                            | - |
| Posesión del balón | %                            | % |

| Alineación inicial |

| 86    | POR   | México Héctor Lomelí   |     |
| 101   | DEF   | México Brandon Lee     |     |
| 83    | DEF   | México Andrés Rincón   | 73' |
| 84    | DEF   | México Leonardo Franco | 63' |
| 85    | DEF   | México Diego Lomelí    |     |
| 89    | MED   | México Ángel Jaime     | 59' |
| 90    | MED   | México Cristian Vera   |     |
| 91    | MED   | México Andrés Mendoza  |     |
| 183   | MED   | México Luis Amaya      |     |
| 82    | DEL   | México Armando Arce    |     |
| 94    | DEL   | México Eduardo Juárez  |     |
| D. T. | D. T. | México Jorge Urbina    |     |

| 1     | POR   | México Bryan Meza         |     |
| 3     | DEF   | México Julio López        |     |
| 4     | DEF   | México Axel Molina        |     |
| 5     | DEF   | México José Carrillo      |     |
| 16    | DEF   | México Jesús Maldonado    |     |
| 6     | MED   | México Carlos Navarro     | 59' |
| 14    | MED   | México Kevin Lazos        | 67' |
| 19    | MED   | México Paul Brambila      |     |
| 20    | MED   | México Javier López       |     |
| 12    | DEL   | México Marco Guzmán       | 76' |
| 39    | DEL   | México Iván Estrella      |     |
| D. T. | D. T. | México Carlos Bracamontes |     |

| 95  | Delantero      | México Luis Paz         | 59' |
| 88  | Centrocampista | México Orlando Jiménez  | 63' |
| 100 | Delantero      | México Isaias Hernández | 73' |

| 7  | Centrocampista | México Arturo Avilés   | 59' |
| 8  | Centrocampista | México Jessie Carrillo | 67' |
| 25 | Delantero      | México Osvaldo Galindo | 76' |

| 35' | México Armando Arce | 1:0 |

| 38' · 90' | México Andrés Rincón México Brandon Lee |

| Principal  | México Eduardo Alberto Vázquez Aguilar |
| Asistentes | México Iván Joel Martínez Marmolejo    |
|            | México Javier Arturo Cruz Espinosa     |
| Cuarto     | México Kevin Kober Contreras Reyes     |

|                    | Archivo:Correcaminos UAT.png |   |
| Tiros              | -                            | - |
| Tiros a puerta     | -                            | - |
| Faltas             | -                            | - |
| Saques de esquina  | -                            | - |
| Penaltis           | -                            | - |
| Fueras de juego    | -                            | - |
| Posesión del balón | %                            | % |

| Alineación inicial |

### Final - Vuelta
| 1     | POR   | México Bryan Meza         |     |
| 3     | DEF   | México Julio López        |     |
| 4     | DEF   | México Axel Molina        |     |
| 5     | DEF   | México José Carrillo      |     |
| 16    | DEF   | México Jesús Maldonado    |     |
| 7     | MED   | México Arturo Avilés      | 73' |
| 14    | MED   | México Kevin Lazos        | 45' |
| 19    | MED   | México Paul Brambila      |     |
| 20    | MED   | México Javier López       |     |
| 12    | DEL   | México Marco Guzmán       | 75' |
| 39    | DEL   | México Iván Estrella      |     |
| D. T. | D. T. | México Carlos Bracamontes |     |

| 86    | POR   | México Héctor Lomelí   |     |
| 101   | DEF   | México Brandon Lee     |     |
| 83    | DEF   | México Andrés Rincón   |     |
| 84    | DEF   | México Leonardo Franco |     |
| 85    | DEF   | México Diego Lomelí    |     |
| 90    | MED   | México Cristian Vera   |     |
| 91    | MED   | México Andrés Mendoza  | 63' |
| 183   | MED   | México Luis Amaya      |     |
| 82    | DEL   | México Armando Arce    | 72' |
| 94    | DEL   | México Eduardo Juárez  |     |
| 95    | DEL   | México Luis Paz        | 31' |
| D. T. | D. T. | México Jorge Urbina    |     |

| 15 | Centrocampista | México Alejandro Villaseñor | 45' |
| 6  | Centrocampista | México Carlos Navarro       | 73' |
| 25 | Delantero      | México Osvaldo Galindo      | 75' |

| 88  | Centrocampista | México Orlando Jiménez  | 31' |
| 89  | Centrocampista | México Ángel Jaime      | 63' |
| 188 | Defensa        | México Israel Hernández | 72' |

| 52' · 59' | México Julio López México José Carrillo | 1:0 2:0 |

| 38' | México Marco Guzmán |

| 42' · 64' | México Orlando Jiménez México Diego Lomelí |

| Principal  | México Michel Caballero Galicia           |
| Asistentes | México Francisco Javier Márquez Netzahual |
|            | México Gamaliel Gómez Jiménez             |
| Cuarto     | México Rodolfo Jair Villanueva Pérez      |

|                    |   | Archivo:Correcaminos UAT.png |
| Tiros              | - | -                            |
| Tiros a puerta     | - | -                            |
| Faltas             | - | -                            |
| Saques de esquina  | - | -                            |
| Penaltis           | - | -                            |
| Fueras de juego    | - | -                            |
| Posesión del balón | % | %                            |

| Alineación inicial |

| 1     | POR   | México Bryan Meza         |     |
| 3     | DEF   | México Julio López        |     |
| 4     | DEF   | México Axel Molina        |     |
| 5     | DEF   | México José Carrillo      |     |
| 16    | DEF   | México Jesús Maldonado    |     |
| 7     | MED   | México Arturo Avilés      | 73' |
| 14    | MED   | México Kevin Lazos        | 45' |
| 19    | MED   | México Paul Brambila      |     |
| 20    | MED   | México Javier López       |     |
| 12    | DEL   | México Marco Guzmán       | 75' |
| 39    | DEL   | México Iván Estrella      |     |
| D. T. | D. T. | México Carlos Bracamontes |     |

| 86    | POR   | México Héctor Lomelí   |     |
| 101   | DEF   | México Brandon Lee     |     |
| 83    | DEF   | México Andrés Rincón   |     |
| 84    | DEF   | México Leonardo Franco |     |
| 85    | DEF   | México Diego Lomelí    |     |
| 90    | MED   | México Cristian Vera   |     |
| 91    | MED   | México Andrés Mendoza  | 63' |
| 183   | MED   | México Luis Amaya      |     |
| 82    | DEL   | México Armando Arce    | 72' |
| 94    | DEL   | México Eduardo Juárez  |     |
| 95    | DEL   | México Luis Paz        | 31' |
| D. T. | D. T. | México Jorge Urbina    |     |

| 15 | Centrocampista | México Alejandro Villaseñor | 45' |
| 6  | Centrocampista | México Carlos Navarro       | 73' |
| 25 | Delantero      | México Osvaldo Galindo      | 75' |

| 88  | Centrocampista | México Orlando Jiménez  | 31' |
| 89  | Centrocampista | México Ángel Jaime      | 63' |
| 188 | Defensa        | México Israel Hernández | 72' |

| 52' · 59' | México Julio López México José Carrillo | 1:0 2:0 |

| 38' | México Marco Guzmán |

| 42' · 64' | México Orlando Jiménez México Diego Lomelí |

| Principal  | México Michel Caballero Galicia           |
| Asistentes | México Francisco Javier Márquez Netzahual |
|            | México Gamaliel Gómez Jiménez             |
| Cuarto     | México Rodolfo Jair Villanueva Pérez      |

|                    |   | Archivo:Correcaminos UAT.png |
| Tiros              | - | -                            |
| Tiros a puerta     | - | -                            |
| Faltas             | - | -                            |
| Saques de esquina  | - | -                            |
| Penaltis           | - | -                            |
| Fueras de juego    | - | -                            |
| Posesión del balón | % | %                            |

| Alineación inicial |

| 1     | POR   | México Bryan Meza         |     |
| 3     | DEF   | México Julio López        |     |
| 4     | DEF   | México Axel Molina        |     |
| 5     | DEF   | México José Carrillo      |     |
| 16    | DEF   | México Jesús Maldonado    |     |
| 7     | MED   | México Arturo Avilés      | 73' |
| 14    | MED   | México Kevin Lazos        | 45' |
| 19    | MED   | México Paul Brambila      |     |
| 20    | MED   | México Javier López       |     |
| 12    | DEL   | México Marco Guzmán       | 75' |
| 39    | DEL   | México Iván Estrella      |     |
| D. T. | D. T. | México Carlos Bracamontes |     |

| 86    | POR   | México Héctor Lomelí   |     |
| 101   | DEF   | México Brandon Lee     |     |
| 83    | DEF   | México Andrés Rincón   |     |
| 84    | DEF   | México Leonardo Franco |     |
| 85    | DEF   | México Diego Lomelí    |     |
| 90    | MED   | México Cristian Vera   |     |
| 91    | MED   | México Andrés Mendoza  | 63' |
| 183   | MED   | México Luis Amaya      |     |
| 82    | DEL   | México Armando Arce    | 72' |
| 94    | DEL   | México Eduardo Juárez  |     |
| 95    | DEL   | México Luis Paz        | 31' |
| D. T. | D. T. | México Jorge Urbina    |     |

| 15 | Centrocampista | México Alejandro Villaseñor | 45' |
| 6  | Centrocampista | México Carlos Navarro       | 73' |
| 25 | Delantero      | México Osvaldo Galindo      | 75' |

| 88  | Centrocampista | México Orlando Jiménez  | 31' |
| 89  | Centrocampista | México Ángel Jaime      | 63' |
| 188 | Defensa        | México Israel Hernández | 72' |

| 52' · 59' | México Julio López México José Carrillo | 1:0 2:0 |

| 38' | México Marco Guzmán |

| 42' · 64' | México Orlando Jiménez México Diego Lomelí |

| Principal  | México Michel Caballero Galicia           |
| Asistentes | México Francisco Javier Márquez Netzahual |
|            | México Gamaliel Gómez Jiménez             |
| Cuarto     | México Rodolfo Jair Villanueva Pérez      |

|                    |   | Archivo:Correcaminos UAT.png |
| Tiros              | - | -                            |
| Tiros a puerta     | - | -                            |
| Faltas             | - | -                            |
| Saques de esquina  | - | -                            |
| Penaltis           | - | -                            |
| Fueras de juego    | - | -                            |
| Posesión del balón | % | %                            |

| Alineación inicial |

| 1     | POR   | México Bryan Meza         |     |
| 3     | DEF   | México Julio López        |     |
| 4     | DEF   | México Axel Molina        |     |
| 5     | DEF   | México José Carrillo      |     |
| 16    | DEF   | México Jesús Maldonado    |     |
| 7     | MED   | México Arturo Avilés      | 73' |
| 14    | MED   | México Kevin Lazos        | 45' |
| 19    | MED   | México Paul Brambila      |     |
| 20    | MED   | México Javier López       |     |
| 12    | DEL   | México Marco Guzmán       | 75' |
| 39    | DEL   | México Iván Estrella      |     |
| D. T. | D. T. | México Carlos Bracamontes |     |

| 86    | POR   | México Héctor Lomelí   |     |
| 101   | DEF   | México Brandon Lee     |     |
| 83    | DEF   | México Andrés Rincón   |     |
| 84    | DEF   | México Leonardo Franco |     |
| 85    | DEF   | México Diego Lomelí    |     |
| 90    | MED   | México Cristian Vera   |     |
| 91    | MED   | México Andrés Mendoza  | 63' |
| 183   | MED   | México Luis Amaya      |     |
| 82    | DEL   | México Armando Arce    | 72' |
| 94    | DEL   | México Eduardo Juárez  |     |
| 95    | DEL   | México Luis Paz        | 31' |
| D. T. | D. T. | México Jorge Urbina    |     |

| 15 | Centrocampista | México Alejandro Villaseñor | 45' |
| 6  | Centrocampista | México Carlos Navarro       | 73' |
| 25 | Delantero      | México Osvaldo Galindo      | 75' |

| 88  | Centrocampista | México Orlando Jiménez  | 31' |
| 89  | Centrocampista | México Ángel Jaime      | 63' |
| 188 | Defensa        | México Israel Hernández | 72' |

| 52' · 59' | México Julio López México José Carrillo | 1:0 2:0 |

| 38' | México Marco Guzmán |

| 42' · 64' | México Orlando Jiménez México Diego Lomelí |

| Principal  | México Michel Caballero Galicia           |
| Asistentes | México Francisco Javier Márquez Netzahual |
|            | México Gamaliel Gómez Jiménez             |
| Cuarto     | México Rodolfo Jair Villanueva Pérez      |

|                    |   | Archivo:Correcaminos UAT.png |
| Tiros              | - | -                            |
| Tiros a puerta     | - | -                            |
| Faltas             | - | -                            |
| Saques de esquina  | - | -                            |
| Penaltis           | - | -                            |
| Fueras de juego    | - | -                            |
| Posesión del balón | % | %                            |

| Alineación inicial |

| Campeón de Ascenso 2016-17            |
| ------------------------------------- |
|                                       |
| Yalmakan                              |
| 1° Título                             |
| Asciende a la Liga Premier de Ascenso |

## Final por el ascenso a la Liga de Ascenso
La Final de Ascenso no se llevó a cabo debido a que Tlaxcala quedó campeón tanto del torneo Apertura 2016 como en el Clausura 2017. A pesar de haber ganado su ascenso deportivamente, no se le permitió competir en la división de plata por no cubrir los requerimientos de la liga.
| Campeón de Ascenso 2016-17    |
| ----------------------------- |
|                               |
| Tlaxcala                      |
| 1° Título                     |
| Asciende a la Liga de Ascenso |